# Macrocyprina
Macrocyprina is een geslacht van kreeftachtigen uit de klasse van de Ostracoda (mosselkreeftjes).

## Soorten
- Macrocyprina africana (Mueller, 1908) Maddocks, 1990
- Macrocyprina barbara Maddocks, 1990
- Macrocyprina belizensis Maddocks, 1990
- Macrocyprina bermudae Maddocks, 1990
- Macrocyprina bonaducei Maddocks, 1990
- Macrocyprina caiman Maddocks, 1990
- Macrocyprina campbelli Jellinek & Swanson, 2003
- Macrocyprina captiosa Maddocks, 1990
- Macrocyprina dispar (Mueller, 1908) Maddocks, 1990
- Macrocyprina gibsonensis (Howe & Chambers, 1935) Hazel, Mumma & Huff, 1980 †
- Macrocyprina gracilis (Brady, 1890) Holden, 1976
- Macrocyprina hartmanni Maddocks, 1990
- Macrocyprina hawkae Maddocks, 1990
- Macrocyprina hortuli Maddocks, 1990
- Macrocyprina jamaicae Maddocks, 1990
- Macrocyprina madagascarensis Maddocks, 1990
- Macrocyprina maddocksae Brandão, 2004
- Macrocyprina moza Maddocks, 1990
- Macrocyprina noharai Maddocks, 1990
- Macrocyprina okinanae Maddocks, 1990
- Macrocyprina okinawae Maddocks, 1990
- Macrocyprina okinneri Kontrovitz, 1976
- Macrocyprina pacifica (Leroy, 1943) Swain, 1967
- Macrocyprina parcens Maddocks, 1990
- Macrocyprina propinqua Triebel, 1960
- Macrocyprina quadrimaculata Maddocks, 1990
- Macrocyprina rattrayi Whatley, Jones & Wouters, 2000
- Macrocyprina shaini Maddocks, 1990
- Macrocyprina skinneri Kontrovitz, 1976
- Macrocyprina succinea (Mueller, 1894) Triebel, 1960
- Macrocyprina swaini Maddocks, 1990
- Macrocyprina vargata Allison & Holden, 1971